# Списак IC објеката (4000—4999)
Ово је потпуни списак IC објеката (4000—4999) дубоког неба у IC каталогу (енгл. Index Catalogue). Информација о сазвежђима је узета из „The Complete New General Catalogue and Index Catalogue of Nebulae and Star Clusters, J. L. E. Dreyer”, преко  сервиса.
Морфолошки типови галаксија и објеката који су чланови Малог Магелановог облака су добијени преко  вангалактичке базе. Остали подаци у табелама су из   астрономске базе података, осим ако није другачије назначено.
- IC 4000
- IC 4001
- IC 4002
- IC 4003
- IC 4004
- IC 4005
- IC 4006
- IC 4007
- IC 4008
- IC 4009
- IC 4010
- IC 4011
- IC 4012
- IC 4013
- IC 4014
- IC 4015
- IC 4016
- IC 4017
- IC 4018
- IC 4019
- IC 4020
- IC 4021
- IC 4022
- IC 4023
- IC 4024
- IC 4025
- IC 4026
- IC 4027
- IC 4028
- IC 4029
- IC 4030
- IC 4031
- IC 4032
- IC 4033
- IC 4034
- IC 4035
- IC 4036
- IC 4037
- IC 4038
- IC 4039
- IC 4040
- IC 4041
- IC 4042
- IC 4043
- IC 4044
- IC 4045
- IC 4046
- IC 4047
- IC 4048
- IC 4049
- IC 4050
- IC 4051
- IC 4052
- IC 4053
- IC 4054
- IC 4055
- IC 4056
- IC 4057
- IC 4058
- IC 4059
- IC 4060
- IC 4061
- IC 4062
- IC 4063
- IC 4064
- IC 4065
- IC 4066
- IC 4067
- IC 4068
- IC 4069
- IC 4070
- IC 4071
- IC 4072
- IC 4073
- IC 4074
- IC 4075
- IC 4076
- IC 4077
- IC 4078
- IC 4079
- IC 4080
- IC 4081
- IC 4082
- IC 4083
- IC 4084
- IC 4085
- IC 4086
- IC 4087
- IC 4088
- IC 4089
- IC 4090
- IC 4091
- IC 4092
- IC 4093
- IC 4094
- IC 4095
- IC 4096
- IC 4097
- IC 4098
- IC 4099
- IC 4100
- IC 4101
- IC 4102
- IC 4103
- IC 4104
- IC 4105
- IC 4106
- IC 4107
- IC 4108
- IC 4109
- IC 4110
- IC 4111
- IC 4112
- IC 4113
- IC 4114
- IC 4115
- IC 4116
- IC 4117
- IC 4118
- IC 4119
- IC 4120
- IC 4121
- IC 4122
- IC 4123
- IC 4124
- IC 4125
- IC 4126
- IC 4127
- IC 4128
- IC 4129
- IC 4130
- IC 4131
- IC 4132
- IC 4133
- IC 4134
- IC 4135
- IC 4136
- IC 4137
- IC 4138
- IC 4139
- IC 4140
- IC 4141
- IC 4142
- IC 4143
- IC 4144
- IC 4145
- IC 4146
- IC 4147
- IC 4148
- IC 4149
- IC 4150
- IC 4151
- IC 4152
- IC 4153
- IC 4154
- IC 4155
- IC 4156
- IC 4157
- IC 4158
- IC 4159
- IC 4160
- IC 4161
- IC 4162
- IC 4163
- IC 4164
- IC 4165
- IC 4166
- IC 4167
- IC 4168
- IC 4169
- IC 4170
- IC 4171
- IC 4172
- IC 4173
- IC 4174
- IC 4175
- IC 4176
- IC 4177
- IC 4178
- IC 4179
- IC 4180
- IC 4181
- IC 4182
- IC 4183
- IC 4184
- IC 4185
- IC 4186
- IC 4187
- IC 4188
- IC 4189
- IC 4190
- IC 4191
- IC 4192
- IC 4193
- IC 4194
- IC 4195
- IC 4196
- IC 4197
- IC 4198
- IC 4199
- IC 4200
- IC 4201
- IC 4202
- IC 4203
- IC 4204
- IC 4205
- IC 4206
- IC 4207
- IC 4208
- IC 4209
- IC 4210
- IC 4211
- IC 4212
- IC 4213
- IC 4214
- IC 4215
- IC 4216
- IC 4217
- IC 4218
- IC 4219
- IC 4220
- IC 4221
- IC 4222
- IC 4223
- IC 4224
- IC 4225
- IC 4226
- IC 4227
- IC 4228
- IC 4229
- IC 4230
- IC 4231
- IC 4232
- IC 4233
- IC 4234
- IC 4235
- IC 4236
- IC 4237
- IC 4238
- IC 4239
- IC 4240
- IC 4241
- IC 4242
- IC 4243
- IC 4244
- IC 4245
- IC 4246
- IC 4247
- IC 4248
- IC 4249
- IC 4250
- IC 4251
- IC 4252
- IC 4253
- IC 4254
- IC 4255
- IC 4256
- IC 4257
- IC 4258
- IC 4259
- IC 4260
- IC 4261
- IC 4262
- IC 4263
- IC 4264
- IC 4265
- IC 4266
- IC 4267
- IC 4268
- IC 4269
- IC 4270
- IC 4271
- IC 4272
- IC 4273
- IC 4274
- IC 4275
- IC 4276
- IC 4277
- IC 4278
- IC 4279
- IC 4280
- IC 4281
- IC 4282
- IC 4283
- IC 4284
- IC 4285
- IC 4286
- IC 4287
- IC 4288
- IC 4289
- IC 4290
- IC 4291
- IC 4292
- IC 4293
- IC 4294
- IC 4295
- IC 4296
- IC 4297
- IC 4298
- IC 4299
- IC 4300
- IC 4301
- IC 4302
- IC 4303
- IC 4304
- IC 4305
- IC 4306
- IC 4307
- IC 4308
- IC 4309
- IC 4310
- IC 4311
- IC 4312
- IC 4313
- IC 4314
- IC 4315
- IC 4316
- IC 4317
- IC 4318
- IC 4319
- IC 4320
- IC 4321
- IC 4322
- IC 4323
- IC 4324
- IC 4325
- IC 4326
- IC 4327
- IC 4328
- IC 4329
- IC 4330
- IC 4331
- IC 4332
- IC 4333
- IC 4334
- IC 4335
- IC 4336
- IC 4337
- IC 4338
- IC 4339
- IC 4340
- IC 4341
- IC 4342
- IC 4343
- IC 4344
- IC 4345
- IC 4346
- IC 4347
- IC 4348
- IC 4349
- IC 4350
- IC 4351
- IC 4352
- IC 4353
- IC 4354
- IC 4355
- IC 4356
- IC 4357
- IC 4358
- IC 4359
- IC 4360
- IC 4361
- IC 4362
- IC 4363
- IC 4364
- IC 4365
- IC 4366
- IC 4367
- IC 4368
- IC 4369
- IC 4370
- IC 4371
- IC 4372
- IC 4373
- IC 4374
- IC 4375
- IC 4376
- IC 4377
- IC 4378
- IC 4379
- IC 4380
- IC 4381
- IC 4382
- IC 4383
- IC 4384
- IC 4385
- IC 4386
- IC 4387
- IC 4388
- IC 4389
- IC 4390
- IC 4391
- IC 4392
- IC 4393
- IC 4394
- IC 4395
- IC 4396
- IC 4397
- IC 4398
- IC 4399
- IC 4400
- IC 4401
- IC 4402
- IC 4403
- IC 4404
- IC 4405
- IC 4406
- IC 4407
- IC 4408
- IC 4409
- IC 4410
- IC 4411
- IC 4412
- IC 4413
- IC 4414
- IC 4415
- IC 4416
- IC 4417
- IC 4418
- IC 4419
- IC 4420
- IC 4421
- IC 4422
- IC 4423
- IC 4424
- IC 4425
- IC 4426
- IC 4427
- IC 4428
- IC 4429
- IC 4430
- IC 4431
- IC 4432
- IC 4433
- IC 4434
- IC 4435
- IC 4436
- IC 4437
- IC 4438
- IC 4439
- IC 4440
- IC 4441
- IC 4442
- IC 4443
- IC 4444
- IC 4445
- IC 4446
- IC 4447
- IC 4448
- IC 4449
- IC 4450
- IC 4451
- IC 4452
- IC 4453
- IC 4454
- IC 4455
- IC 4456
- IC 4457
- IC 4458
- IC 4459
- IC 4460
- IC 4461
- IC 4462
- IC 4463
- IC 4464
- IC 4465
- IC 4466
- IC 4467
- IC 4468
- IC 4469
- IC 4470
- IC 4471
- IC 4472
- IC 4473
- IC 4474
- IC 4475
- IC 4476
- IC 4477
- IC 4478
- IC 4479
- IC 4480
- IC 4481
- IC 4482
- IC 4483
- IC 4484
- IC 4485
- IC 4486
- IC 4487
- IC 4488
- IC 4489
- IC 4490
- IC 4491
- IC 4492
- IC 4493
- IC 4494
- IC 4495
- IC 4496
- IC 4497
- IC 4498
- IC 4499
- IC 4500
- IC 4501
- IC 4502
- IC 4503
- IC 4504
- IC 4505
- IC 4506
- IC 4507
- IC 4508
- IC 4509
- IC 4510
- IC 4511
- IC 4512
- IC 4513
- IC 4514
- IC 4515
- IC 4516
- IC 4517
- IC 4518
- IC 4519
- IC 4520
- IC 4521
- IC 4522
- IC 4523
- IC 4524
- IC 4525
- IC 4526
- IC 4527
- IC 4528
- IC 4529
- IC 4530
- IC 4531
- IC 4532
- IC 4533
- IC 4534
- IC 4535
- IC 4536
- IC 4537
- IC 4538
- IC 4539
- IC 4540
- IC 4541
- IC 4542
- IC 4543
- IC 4544
- IC 4545
- IC 4546
- IC 4547
- IC 4548
- IC 4549
- IC 4550
- IC 4551
- IC 4552
- IC 4553
- IC 4554
- IC 4555
- IC 4556
- IC 4557
- IC 4558
- IC 4559
- IC 4560
- IC 4561
- IC 4562
- IC 4563
- IC 4564
- IC 4565
- IC 4566
- IC 4567
- IC 4568
- IC 4569
- IC 4570
- IC 4571
- IC 4572
- IC 4573
- IC 4574
- IC 4575
- IC 4576
- IC 4577
- IC 4578
- IC 4579
- IC 4580
- IC 4581
- IC 4582
- IC 4583
- IC 4584
- IC 4585
- IC 4586
- IC 4587
- IC 4588
- IC 4589
- IC 4590
- IC 4591
- IC 4592
- IC 4593
- IC 4594
- IC 4595
- IC 4596
- IC 4597
- IC 4598
- IC 4599
- IC 4600
- IC 4601
- IC 4602
- IC 4603
- IC 4604
- IC 4605
- IC 4606
- IC 4607
- IC 4608
- IC 4609
- IC 4610
- IC 4611
- IC 4612
- IC 4613
- IC 4614
- IC 4615
- IC 4616
- IC 4617
- IC 4618
- IC 4619
- IC 4620
- IC 4621
- IC 4622
- IC 4623
- IC 4624
- IC 4625
- IC 4626
- IC 4627
- IC 4628
- IC 4629
- IC 4630
- IC 4631
- IC 4632
- IC 4633
- IC 4634
- IC 4635
- IC 4636
- IC 4637
- IC 4638
- IC 4639
- IC 4640
- IC 4641
- IC 4642
- IC 4643
- IC 4644
- IC 4645
- IC 4646
- IC 4647
- IC 4648
- IC 4649
- IC 4650
- IC 4651
- IC 4652
- IC 4653
- IC 4654
- IC 4655
- IC 4656
- IC 4657
- IC 4658
- IC 4659
- IC 4660
- IC 4661
- IC 4662
- IC 4663
- IC 4664
- IC 4665
- IC 4666
- IC 4667
- IC 4668
- IC 4669
- IC 4670
- IC 4671
- IC 4672
- IC 4673
- IC 4674
- IC 4675
- IC 4676
- IC 4677
- IC 4678
- IC 4679
- IC 4680
- IC 4681
- IC 4682
- IC 4683
- IC 4684
- IC 4685
- IC 4686
- IC 4687
- IC 4688
- IC 4689
- IC 4690
- IC 4691
- IC 4692
- IC 4693
- IC 4694
- IC 4695
- IC 4696
- IC 4697
- IC 4698
- IC 4699
- IC 4700
- IC 4701
- IC 4702
- IC 4703
- IC 4704
- IC 4705
- IC 4706
- IC 4707
- IC 4708
- IC 4709
- IC 4710
- IC 4711
- IC 4712
- IC 4713
- IC 4714
- IC 4715
- IC 4716
- IC 4717
- IC 4718
- IC 4719
- IC 4720
- IC 4721
- IC 4722
- IC 4723
- IC 4724
- IC 4725
- IC 4726
- IC 4727
- IC 4728
- IC 4729
- IC 4730
- IC 4731
- IC 4732
- IC 4733
- IC 4734
- IC 4735
- IC 4736
- IC 4737
- IC 4738
- IC 4739
- IC 4740
- IC 4741
- IC 4742
- IC 4743
- IC 4744
- IC 4745
- IC 4746
- IC 4747
- IC 4748
- IC 4749
- IC 4750
- IC 4751
- IC 4752
- IC 4753
- IC 4754
- IC 4755
- IC 4756
- IC 4757
- IC 4758
- IC 4759
- IC 4760
- IC 4761
- IC 4762
- IC 4763
- IC 4764
- IC 4765
- IC 4766
- IC 4767
- IC 4768
- IC 4769
- IC 4770
- IC 4771
- IC 4772
- IC 4773
- IC 4774
- IC 4775
- IC 4776
- IC 4777
- IC 4778
- IC 4779
- IC 4780
- IC 4781
- IC 4782
- IC 4783
- IC 4784
- IC 4785
- IC 4786
- IC 4787
- IC 4788
- IC 4789
- IC 4790
- IC 4791
- IC 4792
- IC 4793
- IC 4794
- IC 4795
- IC 4796
- IC 4797
- IC 4798
- IC 4799
- IC 4800
- IC 4801
- IC 4802
- IC 4803
- IC 4804
- IC 4805
- IC 4806
- IC 4807
- IC 4808
- IC 4809
- IC 4810
- IC 4811
- IC 4812
- IC 4813
- IC 4814
- IC 4815
- IC 4816
- IC 4817
- IC 4818
- IC 4819
- IC 4820
- IC 4821
- IC 4822
- IC 4823
- IC 4824
- IC 4825
- IC 4826
- IC 4827
- IC 4828
- IC 4829
- IC 4830
- IC 4831
- IC 4832
- IC 4833
- IC 4834
- IC 4835
- IC 4836
- IC 4837
- IC 4838
- IC 4839
- IC 4840
- IC 4841
- IC 4842
- IC 4843
- IC 4844
- IC 4845
- IC 4846
- IC 4847
- IC 4848
- IC 4849
- IC 4850
- IC 4851
- IC 4852
- IC 4853
- IC 4854
- IC 4855
- IC 4856
- IC 4857
- IC 4858
- IC 4859
- IC 4860
- IC 4861
- IC 4862
- IC 4863
- IC 4864
- IC 4865
- IC 4866
- IC 4867
- IC 4868
- IC 4869
- IC 4870
- IC 4871
- IC 4872
- IC 4873
- IC 4874
- IC 4875
- IC 4876
- IC 4877
- IC 4878
- IC 4879
- IC 4880
- IC 4881
- IC 4882
- IC 4883
- IC 4884
- IC 4885
- IC 4886
- IC 4887
- IC 4888
- IC 4889
- IC 4890
- IC 4891
- IC 4892
- IC 4893
- IC 4894
- IC 4895
- IC 4896
- IC 4897
- IC 4898
- IC 4899
- IC 4900
- IC 4901
- IC 4902
- IC 4903
- IC 4904
- IC 4905
- IC 4906
- IC 4907
- IC 4908
- IC 4909
- IC 4910
- IC 4911
- IC 4912
- IC 4913
- IC 4914
- IC 4915
- IC 4916
- IC 4917
- IC 4918
- IC 4919
- IC 4920
- IC 4921
- IC 4922
- IC 4923
- IC 4924
- IC 4925
- IC 4926
- IC 4927
- IC 4928
- IC 4929
- IC 4930
- IC 4931
- IC 4932
- IC 4933
- IC 4934
- IC 4935
- IC 4936
- IC 4937
- IC 4938
- IC 4939
- IC 4940
- IC 4941
- IC 4942
- IC 4943
- IC 4944
- IC 4945
- IC 4946
- IC 4947
- IC 4948
- IC 4949
- IC 4950
- IC 4951
- IC 4952
- IC 4953
- IC 4954
- IC 4955
- IC 4956
- IC 4957
- IC 4958
- IC 4959
- IC 4960
- IC 4961
- IC 4962
- IC 4963
- IC 4964
- IC 4965
- IC 4966
- IC 4967
- IC 4968
- IC 4969
- IC 4970
- IC 4971
- IC 4972
- IC 4973
- IC 4974
- IC 4975
- IC 4976
- IC 4977
- IC 4978
- IC 4979
- IC 4980
- IC 4981
- IC 4982
- IC 4983
- IC 4984
- IC 4985
- IC 4986
- IC 4987
- IC 4988
- IC 4989
- IC 4990
- IC 4991
- IC 4992
- IC 4993
- IC 4994
- IC 4995
- IC 4996
- IC 4997
- IC 4998
- IC 4999